# Han Gengshidi
Han Gengshidi, född okänt år, död 25 e.Kr, var en kinesisk monark. Han var kejsare av Handynastin 23 - 25 e.Kr.